# Сабха (місто)
Сабха, раніше — Себха (араб. سبها — Sabhā) — місто в південно-західній частині Лівії з населенням у 100 000 чоловік. Історично місто було столицею регіону Феццан, нині є столицею муніципалітету Сабха.
Сабха є одинадцятим за величиною містом країни, а також найбільшим у регіоні транспортним вузлом повітряного і автомобільного сполучення. Для транспортування залізної руди передбачається будівництво залізниці до морського порту Місурата. У місті дислокується військова база Лівійських збройних сил.
Місто розташоване на сході пустелі Ідехан на березі мальовничого озера, оточене пальмовим заростями. Відоме також своїм фортом, який зображений на Лівійській банкноті номіналом у десять динар. Це останній форт, побудований під час італійської колонізації Африки. У даний час форт використовується лівійською армією.
Пам'ятки міста й околиць приваблюють туристів з-за кордону, які користуються як наймом і прокатом джипів, так і традиційним способом пересування по пустелі (на верблюдах).